# 六棘鼻魚
六棘鼻魚（学名：Naso hexacanthus），又名剝皮仔、打鐵婆，为刺尾鯛科鼻魚屬下的一个种。